# Felix Krueger
Felix Krueger (* 10. August 1874 in Posen; † 25. Februar 1948 in Basel) war ein deutscher Psychologe und Philosoph sowie Professor an der Universität Leipzig. Er war zudem der bekannteste Vertreter der Leipziger Ganzheitspsychologie.

## Leben
Krueger, Sohn eines Fabrikanten, legte sein Abitur am Friedrich-Wilhelms-Gymnasium in Posen ab. 1893 bis 1899 studierte er Philosophie, Wirtschaftswissenschaften, Physik und Geschichte in Straßburg, München und Berlin. Während seines Studiums wurde er 1893 Mitglied der Sängerschaft Germania Berlin. 1897 erfolgte die Promotion in Philosophie an der Universität München mit dem Thema: Der Begriff des absolut Wertvollen als Grundbegriff der Moralphilosophie. Von 1901 bis 1902 war er Assistent am Kieler Physiologischen Institut und von 1902 bis 1906 Assistent Wilhelm Wundts in Leipzig. 1903 erfolgte die Habilitation für Philosophie an der Universität Leipzig mit dem Thema: Das Bewußtsein der Konsonanz. Eine psychologische Analyse. Mit seiner musikpsychologischen Studie wurde er wissenschaftlich breiter bekannt.
1903 bis 1906 war Krueger Privatdozent für Philosophie an der Philosophischen Fakultät der Universität Leipzig, 1906 bis 1908 Professor an der Universität Buenos Aires, von wo er zu Schiff und zu Pferd ausgedehnte Reisen in Südamerika unternahm, 1909 bis 1910 Professor für Philosophie an der Philosophischen Fakultät der Universität Leipzig und 1910 bis 1917 Professor an der Universität Halle. 1912/13 lehrte Krueger ein Semester auf der Kaiser-Wilhelm-Professur an der Columbia University New York. Vom August 1914 bis 1917 leistete er als Leutnant im Preußischen Feldartillerieregiment 75 und im 54. neumärkischen Feldartillerieregiment freiwilligen Militärdienst, u. a. in Verdun, Galizien und Rumänien. 1917 trat Krueger die Nachfolge Wilhelm Wundts am weltberühmten Institut für experimentelle Psychologie in Leipzig an. Von 1917 bis 1938 wirkte er als Professor für Philosophie und Psychologie an der Philosophischen Fakultät der Universität Leipzig und war 1925/26 Dekan der philologisch-historischen Abteilung. 1928 erhielt er von der Technischen Hochschule Dresden den Ehrendoktortitel.
Krueger war Mitglied der Sächsischen Akademie der Wissenschaften zu Leipzig und Vorsitzender der Deutschen Philosophischen Gesellschaft seit 1927. Er gehörte 1929 zu den Gründungsmitgliedern von Alfred Rosenbergs „Kampfbund für deutsche Kultur“. Im Wahljahr 1932 rief er im Völkischen Beobachter zur Wahl der NSDAP auf.
Im Jahr 1932 wurde er zum Mitglied der Leopoldina gewählt. Von 1934 bis 1936 war er Präsident der Deutschen Gesellschaft für Psychologie.
Der deutschnational gesinnte Krueger propagierte am 11. November 1933 das Bekenntnis der Professoren an den deutschen Universitäten und Hochschulen zu Adolf Hitler und dem nationalsozialistischen Staat, einen Wahlaufruf zur Reichstagswahl. Er war von April 1935 bis 1936 Rektor der Universität Leipzig. Obgleich geistig dem Nationalsozialismus nahestehend, trat er der NSDAP nicht bei. Im Sommersemester 1936 erhielt Krueger auf Betreiben der Leipziger Studentenschaft Lehrverbot. Sein Rücktritt vom Amt des Rektors wurde erzwungen, da er in Vorträgen den niederländischen Philosophen Baruch de Spinoza als „edlen Juden“ bezeichnet hatte, ebenso Hertz, Mendelssohn und P. Heyse. 1937 wurde Krueger von der Reichsstelle für Sippenforschung wegen eines vermeintlich jüdischen Großelternteils als „Mischling“ eingestuft. Krueger erwirkte eine Nachprüfung und konnte 1940 die Zurücknahme der Vorwürfe erreichen, so dass seine Streichung aus dem Personalverzeichnis der Universität rückgängig gemacht wurde. 1938 erfolgte die vorzeitige Emeritierung, offiziell auf eigenen Wunsch mit der Begründung gesundheitlicher Probleme, praktisch jedoch aufgrund massiven politischen Drucks. Zunächst lebte er in Potsdam, ab Frühjahr 1945 in der Schweiz.

## Werk und Bedeutung
Krueger war ein Hauptvertreter der Ganzheits- und Strukturpsychologie (Leipziger Schule). Der Entwurf seines wissenschaftlichen Konzeptes ist bereits 1915 in der Schrift Über Entwicklungspsychologie. Ihre sachliche und geschichtliche Notwendigkeit nachzulesen. Die Ganzheitspsychologie Kruegers unterscheidet sich von anderen psychologischen Richtungen wie dem kritischen Personalismus William Sterns („Keine Gestalt ohne Gestalter“). Seine Gefühlstheorie beruhte kaum auf Experimenten, sondern stark auf Einfühlung. Er war sehr an der gesellschaftlichen und wissenschaftlichen Aufwertung des Begriffs der Seele interessiert und von der Lebensphilosophie beeinflusst. Der zentrale Arbeitsbegriff dieser Schule war der der Ganzheit, welcher praktisch den meisten Forschungsgegenständen zugrunde lag. Krueger führt 1926 aus: „Ganzheit ist endlich das oberste Prinzip aller Entwicklung.“
In einem Beitrag zum 50-jährigen Bestehen des Instituts für experimentelle Psychologie in Leipzig 1925 kennzeichnet Hans Volkelt, Vorstand der Abteilung für Entwicklungspsychologie, dessen Einbindung folgendermaßen:
„Die bezeichnende Forschungsrichtung des Instituts geht in doppeltem Sinne auf Ganzheit. Erstens wird hier Ganzheit als das oberste und zugleich innerste Gestaltungsprinzip allen Lebens überhaupt wie allen seelischen Lebens im besonderen anerkannt. … Dazu tritt in der Leipziger Forschungsrichtung ein weiteres, was mit dem soeben Gesagten innig zusammenhängt: auch alle psychologische Beschreibung, Zergliederung und Erklärung eines solchen Urganzen geschieht grundsätzlich nicht durch Rückführung auf ding- oder teilartig gedachte seelische Elemente, sondern durch Abstraktion von untergeordneten Komplexqualitäten an dem ursprünglichen Gesamtganzen.“
Die ideologische und politische Vernutzung des Begriffs der Ganzheit wurde durch Krueger deutlich befördert, so dass die Leipziger Ganzheitspsychologie heute als eine Stütze des geistigen Fundaments des Nationalsozialismus angesehen wird. In seiner Eröffnungsrede auf dem XIII. Kongress der Deutschen Gesellschaft für Psychologie 1933 stellt Wilhelm Hartnacke, der Sächsische Minister für Volksbildung, unmissverständlich heraus:
„Die Wissenschaft ist in die Ganzheit unseres Seins einbezogen, und sie darf sich an keiner Stelle mit dem Wohle des Ganzheitsstaates stoßen oder gar feindlich berühren. Wissenschaft, die sich den Interessen des Ganzheitsstaates entgegenstellt, ist als volksfeindlich abzulehnen.“
Ungeachtet einer deutlichen Systemnähe wurden durch Krueger und seine Mitarbeiter aus vorrangig wissenschaftsethischen Gründen gegenüber dem Nationalsozialismus Grenzen eingehalten, die Geuter explizit würdigt:
„Auch Krueger hielt sich vom Antisemitismus und Rassismus weitgehend fern. Die Ganzheitspsychologie als gedankliches System war keine nationalsozialistische Theorie. Sie kannte nicht die Über- oder Unterwertigkeit der Rassen, sie propagierte nicht den Krieg zur Lösung des Rassenproblems, sie war für die Abgeschiedenheit der Institute und nicht für die Aufmärsche der Straße geschrieben.“
Heute erfahren die Arbeiten Felix Kruegers, nach 1945 lange Zeit ohne bedeutsamen Widerhall in der Psychologie, eine zögerliche Neubewertung im Zusammenhang mit der psychotherapeutischen Praxis. Insbesondere seine Ausführungen zur Gefühlstheorie und seine Betonung der Ganzheitlichkeit sind in diesem Kontext durchaus attraktive Konzepte einer heilenden Arbeit am und mit dem Menschen.
Zudem zeigt sich Krueger in seinem Werk nicht nur als Theoretiker der Ganzheit und Gefühle, sondern offenbart bisweilen eine überraschende Breite wissenschaftlicher Interessen. So verweist Otto Klemm (1930) auf frühe Untersuchungen aus den Jahren 1899 bis 1901, die abgebrochen wurden und unveröffentlicht blieben. Krueger hatte an sich und zwei Studierenden 18 Monate hindurch Versuche durchgeführt, um die Wirkung von Rudern, Radfahren und Schwimmen über Nacht auszutesten. Die Kombinationsmethode nach Ebbinghaus sowie die Kraepelinsche Additionsprobe zeigten regelmäßig positive Auswirkungen im Sinne einer „geistig erfrischenden Nachwirkung“ der Leibesübungen. Krueger untersuchte weiterhin die Wirkungen beim „Müllern“, Schlittschuhlaufen und Reiten. Er übergab 1923 die Hypothesen zur experimentellen Prüfung an seinen Promovenden J. Meiring (Dissertation 1924).

## Institut für experimentelle Psychologie / Psychologisches Institut
Das Leipziger Institut für experimentelle Psychologie, seit 1879 bestehend, hatte durch Wilhelm Wundt (1832–1920) Weltruhm erlangt. 1917 übernahm Krueger dessen Leitung und formte die Forschungsthemen grundlegend um, wenngleich die differenziert ausgearbeitete Methodik Wundts weiterhin Bestand hatte. Am 10. Juli 1925 wurde die Einrichtung auf Betreiben Kruegers in Psychologisches Institut umbenannt. Thiermann nennt in einer Liste alle langjährigen Mitarbeiter am Institut ab 1917, dem Beginn des Direktorats Kruegers:
1. Karlfried Graf Dürckheim, 1927–1932, zum Teil Tätigkeit als unbezahlter Assistent, später wechselte er in den diplomatischen Dienst
2. Werner Fischel, 1941–1945
3. Otto Klemm, 1917–1939, von 1937 bis 1939 leitete er kommissarisch (bis zu seinem Tod 1939) das Psychologische Instituts der Universität Leipzig
4. A. Kirschmann, 1917–1930, scheidet aus Altersgründen aus
5. J. Rudert 1929–1937, (in der Zwischenzeit Heerespsychologe), 1941–1942, ab 1942 amtierender Direktor
6. Friedrich Sander, letzter Assistent Wundts, 1919–1929; dann Extraordinariat in Gießen, ab 1933 Ordinarius in Jena
7. K.-M. Schneider, ab 1934 Volontärassistent, neben seiner Tätigkeit als Direktor des Zoologischen Gartens Leipzig Mitarbeiter am Psychologischen Institut
8. A. Vetter, 1934–1939, dann Tätigkeit am Reichsinstitut für Psychotherapie in Berlin
9. Hans Volkelt, 1921–1939 (1933–1934 amtierender Leiter am Pädagogischen Institut Leipzig), ab 1939 Direktor des Pädagogisch-psychologischen Instituts der Leipziger Universität
10. E. Wartegg, 1933–1938, dann Tätigkeit in der Berufsberatung
11. Albert Wellek, 1938–1942, 1942 Berufung nach Halle, 1943 Berufung nach Breslau (gemeinsame Verwaltung beider Lehrstühle)

Nach Kruegers Weggang 1938 setzten massive Machtkämpfe am Institut ein. Der Suizid Otto Klemms 1939 verschärfte die personell angespannte Situation zusätzlich. Ein britischer Bombenangriff am 4. Dezember 1943 zerstörte große Teile der Leipziger Innenstadt und ca. zwei Drittel der Institute, Hörsäle und Laboratorien der Universität. Die Gebäude des Psychologischen Instituts und das Psychophysische Seminar in der Universitätsstraße 7–9 (Paulinum) sowie das Psychologisch-Pädagogische Institut (Fridericianum) in der Schillerstraße 7 erlitten Totalschaden.
Im Vorlesungsverzeichnis für das Wintersemester 1944/45 waren nur noch Johannes Rudert und Werner Fischel als Lehrende verzeichnet. Der Mitarbeiterstand wurde am 1. Dezember 1944 in einer Meldung mit drei Personen, „J. Rudert (planm. a. o. Prof. Direktor des Institutes für Psychologie, schwerbeschädigt 60 % u. K.- gestellt), A. Rensch (Verwaltung einer wissenschaftlichen Assistentenstelle) und E. Hertel (wissenschaftliche Hilfskraft)“ angegeben. Ein geordneter Lehrbetrieb war aufgrund der Fliegerangriffe laut Fischel zu diesem Zeitpunkt nicht mehr möglich. Etwa ab Februar 1945 vertrat nur noch Rudert das Institut.
Am 18. April nahm die 69. Infanteriedivision der 1. US-Armee Leipzig ein (siehe auch Geschichte der Stadt Leipzig).

## Ausgewählte Schriften Kruegers
- Der Begriff des absolut Wertvollen als Grundbegriff der Moralphilosophie. Teubner, Leipzig 1898, (veröff. Dissertation, Phil. Diss. München).
- Differenztöne und Konsonanz. In: Archiv für die gesamte Psychologie. 1903, Band 1, S. 207–275 und 1904, Band 2, S. 1–80.
- Beziehungen der experimentellen Phonetik zur Psychologie. Barth, Leipzig 1907, Sonderdruck aus: Bericht über den 2. Kongreß für experimentelle Psychologie in Würzburg 1906, S. 58–122.
- Über Entwicklungspsychologie, ihre sachliche und geschichtliche Notwendigkeit. In: Arbeiten zur Entwicklungspsychologie, Band 1, Heft 1. Engelmann, Leipzig 1915.
- Der Strukturbegriff in der Psychologie. Fischer, Jena 1924, Sonderdruck aus: Bericht über den 8. Kongreß für experimentelle Psychologie in Leipzig 1923.
- Leibesübungen und deutscher Geist. In: Festschrift zur Einweihung der Turn-, Spiel- und Sportplatzanlage der Universität Leipzig, 6./7. Juni 1925, S. 5–7.
- Zur Einführung. Über psychische Ganzheit. In: Neue Psychologische Studien (Felix Krueger, Hrsg.: Komplexqualitäten, Gestalten und Gefühle), Band 1, Heft 1, Beck, München 1926, S. 5–121.
- Das Wesen der Gefühle. Entwurf einer systematischen Theorie. Akademische Verlagsgesellschaft, Leipzig 1928, Sonderdruck aus: Archiv für die gesamte Psychologie, 65. Band, 1928.
- Eugen Heuss (Hrsg.): Felix Krueger. Zur Philosophie und Psychologie der Ganzheit. Schriften aus den Jahren 1918–1940. Springer-Verlag, Berlin u. a. 1953.